# Eduard Martell
Eduard Martell (* 21. Januar 1861 in Kreuznach; † 2. Januar 1941 in Frankfurt am Main) war ein deutscher Lehrer und Politiker (DNVP).

## Leben
Der Sohn des Strumpfwebers Eduard Martell und der Christine, geb. Röhrig, besuchte nach der Bürgerschule in Wetzlar die Präparandie Schmiedel bei Simmern und das Lehrerseminar in Neuwied. Daneben bildete er sich in einem Selbststudium mit Sprachen, Geschichte und Politik fort. Nach abgeschlossener Prüfung arbeitete er als Lehrer in Kreuznach und Neuwied. Später wechselte er an eine städtische Schule in Frankfurt am Main, wo er bis zu seinem Eintritt in den Ruhestand als Konrektor tätig war.
Martell engagierte sich während der Kaiserzeit für die Nationalliberale Partei, deren Frankfurter Vorstand er seit 1890 angehörte. Er war Mitbegründer und Vorstandsmitglied des Bismarckbundes sowie Mitbegründer und Vorstandsmitglied des Vereins Reichs-Wohnungsgesetz. Neben seiner Lehrtätigkeit verfasste er als Redakteur Beiträge für die Didaskalia und die Monatsschrift des Deutschen Bismarck-Bundes in Frankfurt am Main. Die Themen seiner Artikel waren vornehmlich die Politik Otto von Bismarcks, aber auch volkswirtschaftliche Fragen und Kommunalpolitik.
Darüber hinaus war er Mitglied der Schiedsstelle für Meßsachen der Leipziger Mustermesse und Präsident des Reichsverbandes deutscher Messeinteressen e.V. mit Sitz in Berlin.
Nach der Novemberrevolution trat Martell in die Deutschnationale Volkspartei (DNVP) ein und wurde Vorstandsmitglied der Partei in Frankfurt und für Hessen-Nassau. Im Februar 1921 sowie im Dezember 1924 wurde er als Abgeordneter in den Preußischen Landtag gewählt, dem er bis 1928 angehörte. Im Parlament vertrat er den Wahlkreis 19 (Hessen-Nassau). Zeitweise war er im Landtag Vorsitzender des interfraktionellen Ausschusses für die preußische Messe.
Eduard Martell war seit 1887 mit Hedwig, geb. Stracke, verheiratet und hatte fünf Kinder.